# Peyritschia deyeuxioides
Peyritschia deyeuxioides är en gräsart som först beskrevs av Carl Sigismund Kunth, och fick sitt nu gällande namn av Victor L. Finot. Peyritschia deyeuxioides ingår i släktet Peyritschia och familjen gräs. Inga underarter finns listade i Catalogue of Life.